# If My Heart Had Wings
If My Heart Had Wings (souvent abrégé en IMHHW) est un jeu vidéo de visual novel pour adultes développé par Pulltop. Il a été publié au Japon en 2012 et à l'international par MoeNovel (une filiale de Pulltop) en 2013 sans le contenu sexuel.

## Trame
Le jeu se concentre sur Aoi Minase qui, ayant perdu le sens de la vie, retourne dans sa ville natale, Kazegaura, où une douce brise souffle dans les rues. Sur la colline bordée d'éoliennes, il rencontre une jeune fille en fauteuil roulant nommée Kotori et ensemble, ils observent avec émerveillement un planeur volant au-dessus d'eux. Avec son ami d'enfance Ageha et l'étudiante Amane, surnommée par beaucoup « la super-redoubleuse », ils restaurent l'aéro-club afin de réaliser un rêve : voler dans les airs et voir des nuages dits Gloire du matin.
Le thème central de l'histoire est la perte, à la fois physique et émotionnelle,.

## Personnages
Personnages principaux :
- Aoi Minase (水瀬 碧, Minase Aoi?) : Aoi Minase est un beau garçon et le principal protagoniste du jeu. Il était membre du club de cyclisme de son ancienne école, mais malheureusement, des blessures aux jambes lors d'un accident l'ont forcé à prendre sa retraite et à retourner dans sa ville natale de Kazegaura. Il avait l'intention de vivre dans la maison de ses parents, mais sa mère, qui gère le dortoir des filles de l'Académie Keifuu, l'a nommé directeur du dortoir. Il commence à retrouver la passion qu'il avait autrefois après avoir rencontré et appris à connaître Kotori. Voix japonaise : Yotsuya Cider.
- Kotori Habane (羽々音 小鳥, Habane Kotori?) : Une fille mince, très belle, aux longs cheveux noirs, handicapée dans un fauteuil roulant qu'Aoi rencontre sur une colline à éoliennes. Bien qu'elle ait une forte volonté et qu'elle parle avec confiance, elle est parfois une grande pleurnicheuse. La seule raison pour laquelle elle a été transférée à la Keifuu Academy est que l'école est totalement accessible pour les personnes à mobilité réduite. Elle ne s'intéresse pas aux cours qui enseignent des domaines spécialisés. De ce fait, elle est complètement coupée de ceux qui l'entourait. Elle était sur le point de quitter l'école, jusqu'à ce qu'Aoi la convainque de rejoindre l'aéro-club. Voix japonaise : Hoshizaki Iria.
- Ageha Himegi (姫城 あげは, Himegi Ageha?) : Une belle fille à la mode, joyeuse, qui a un air enjoué et flirteur. Comme elle est douée de ses mains, elle fait partie du club de robotique mais rejoint très vite l'aéro-club. Elle avait autrefois des sentiments pour Aoi mais elle l'a rejeté lorsqu'il celui-ci a confessé son amour pour elle. Aujourd'hui, après cinq ans d'absence, ils se retrouvent. Voix japonaise : Moka Choko.
- Amane Mochizuki (望月 天音, Mochizuki Amane?) : Grande, belle et très élégante, elle est la supérieure de la plupart des personnages principaux. Bien qu'elle soit très intelligente, elle agit parfois de façon étourdie et peut être assez maladroite. Son seul défaut est son grand amour pour la nourriture. Elle est la seule membre de l'aéro-club de l'Académie Keifuu avant qu'Aoi et ses amies ne la rejoignent. Elle continue de s'inscrire à l'école même si elle a officiellement obtenu son diplôme afin de terminer le planeur que le club construit pour sa meilleure amie, Isuka. Voix japonaise : Gogyou Nazuna.
- Asa Kazato (風戸 亜紗, Kazato Asa?) : Asa est une fille mignonne avec un air vif et chaleureux. Elle est la sœur jumelle de Yoru et est en première année à l'Académie Keifuu. Elle peut être un peu maladroite, un peu tête en l'air, mais ces traits sont tout de même séduisants. Asa, qui peut s'entendre avec tout le monde, aide les autres à bien s'entendre aussi. Elle et sa sœur fournissent leur base secrète comme garage pour le planeur. Voix japonaise : Yukito Saori.
- Yoru Kazato (風戸 依瑠, Kazato Yoru?) : Yoru est la jumelle d'Asa. Elle est mignonne, a une personnalité cool et est plutôt indifférente aux autres, elle a souvent la tête dans les nuages. Elle essaie de ne pas se rapprocher des autres, mais elle est émotionnellement attachée à sa jumelle. Comme elle est une génie et qu'elle n'aime pas faire des choses inutiles, elle est plutôt pessimiste en ce qui concerne l'aéro-club. Leur grand-père est le président de l'Académie Keifuu. Voix japonaise : Arisugawa Miyabi.

- Tatsuya Igarasashi (五十嵐 達也, Igarasashi Tatsuya?) : Il joue le rôle d'une figure de frère aîné pour le casting principal. Il a le même âge qu'Amane et Hibari et travaille dans l'usine familiale, où il aide à rassembler des matériaux pour le planeur. Voix japonaise : Kojirou.
- Masatsugu Tasaki (田崎 柾次, Tasaki Masatsugu?) : Connu sous le nom de Ma-bou par ses amis d'enfance. Il avait une petite amie mais a rompu avec elle après un désaccord sur la musique. Il a un emploi à temps partiel. Voix japonaise : Aoi Yuuma.
- Hibari Habane (羽々音 ひばり, Habane Hibari?) : Hibari est la sœur aînée de Kotori et a à peu près le même âge que Tatsuya et Amane. Elle est préoccupée par le fait que Kotori vole en planeur à cause d'un accident qui a fait perdre à Kotori la capacité de marcher. Voix japonaise : Soyogi Tōno.
- Hotaru Himegi (姫城 ほたる, Himegi Hotaru?) : Elle est en première année et est la petite sœur d'Ageha. Aoi la taquine souvent. Dans le fan disc, elle est l'une des héroïnes. Voix japonaise : Hatori Sora.
- Akari Kumoi (雲居 朱莉, Kumoi Akari?) : La vice-présidente du conseil des étudiants. Elle est très sérieuse en ce qui concerne les règles de l'école. Elle est ensuite élue présidente du conseil. Elle semble s'intéresser à Aoi Minase. Voix japonaise : Kisaragi Aoi. Voix japonaise : Kisaragi Aoi.
- Kanako Sigure (時雨 佳奈子, Shigure Kanako?) : Kanako est une résidente du Flying Fish Manor. Elle quitte rarement le dortoir pour rentrer chez elle parce que ses parents la mettent à la porte parce qu'elle se promène tout le temps en sous-vêtements. Voix japonaise : Yuuki Serika.
- Isuka Misagi (美鷺 イスカ, Misagi Isuka?) : C'est la meilleure amie d'Amane Mochizuki, qui lui avait promis de l'emmener voir des nuages dits Gloire du matin mais qui n'a pas pu le faire à cause d'un accident. Elle cache à ses amis le fait qu'elle a une constitution fragile. Voix japonaise : Kasuga Rika.
- Hat (ハット, Hatto?) : Un canard qui vit dans la chambre de Kotori au dortoir, il y est depuis plus longtemps que quiconque. Il a un amour fou pour les concombres. Voix japonaise : Chatani Yasura.

## Sortie
Pulltop a officiellement publié une version démo pour adultes le 6 avril 2012, suivie de la version complète en édition limitée publiée le 25 mai 2012. Le visual novel a été localisé en anglais le 28 juin 2013, en une version tout public : tout le contenu sexuel a été coupé ou édité. Le jeu est sorti sur Nintendo Switch le 5 septembre 2019.

### Fan disc
Un fan disc est sorti le 25 janvier 2013 avec une histoire d'avant l'aéro-club (après la route d'Amane), une histoire de l'après-aéroclub (après la route de Kotori) et des histoires pour les héroïnes secondaires Hotaru et Kanako. Il y a aussi des histoires parallèles supplémentaires axées sur l'ecchi pour les jumelles Asa et Yoru, et les sœurs Ageha et Hotaru.

### Musique
Le thème d'ouverture du visual novel est « Precious Wing » de Chata et la chanson finale est « Perfect Sky » de Haruka Shimotsuki. Dans sa bande originale, il y a 29 musiques au total.

## Accueil
|                           | Note                        | Plateforme                    | Ref.  |
| ------------------------- | --------------------------- | ----------------------------- | ----- |
| Jeuxvideo.com             | 17/20                       | PC (Microsoft Windows)        | [ 5 ] |
| Multiplayer.it            | 7/10                        | PC (Microsoft Windows)        | [ 6 ] |
| Steam                     | 92% de critiques favorables | PC (Microsoft Windows)        | [ 7 ] |
| The Visual Novel Database | 7.73 (bien) note moyenne    | Toutes plateformes confondues | [ 8 ] |

## Remarques
1. ↑  Connu au Japon sous le titre Kono Ōzora ni, Tsubasa o Hirogete (この大空に、翼をひろげて?)